# Турбат (річка)
Турба́т (Турбатський) — річка в Українських Карпатах, у межах Тячівського району Закарпатської області. Ліва притока Брустурянки (басейн Тиси).

## Опис
Довжина 19 км, площа водозбірного басейну 101 км². Похил річки 39 м/км. Річка типово гірська. Долина заліснена (крім верхів'їв), вузька і глибока. Річище слабозвивисте.

## Розташування
Бере початок у котловині між горами Унгаряска Трояска і Татарука. Верхів'я розташовані в масиві Свидовець, середня і нижня течія річки становить межу між Свидовцем і Привододільними Ґорґанами. Турбат тече спершу на північний захід, згодом повертає на північний схід, далі — знову на північний захід. На північний схід від села Лопухова зливається з річкою Бертянкою, даючи початок Брустурянці, яка є головним витоком Тересви.

## Притоки
- Гладин, Турбацил (праві); Довгий струмок, Окульський (ліві).

## Цікаві факти
- Долиною Турбату і його правої притоки Гладин веде шлях до перевалу Околе.
- У минулому вздовж річки (майже до її верхів'їв) проходила одна з гілок вузькоколійної залізниці Тересва — Усть-Чорна. Гілка мала два відгалуження — до потоку Турбацил і потоку Гладин.
- Ця річка дала назву українському бренду туристичного спорядження «Turbat»[2].